# Rodgau

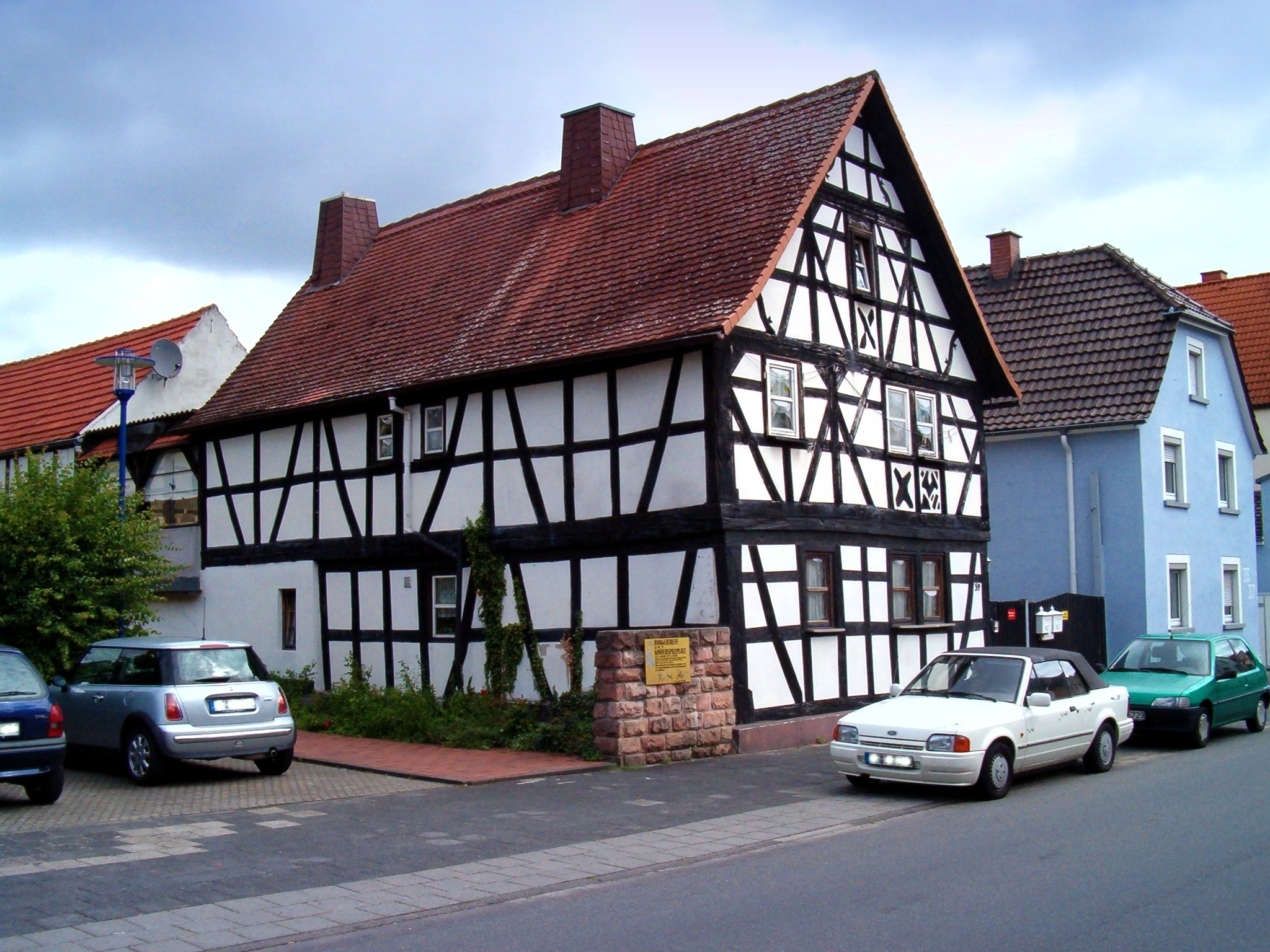
Rodgau

Rodgau is een plaats in de Duitse deelstaat Hessen, gelegen in de Landkreis Offenbach. De stad telt 46.005 inwoners.

## Geografie

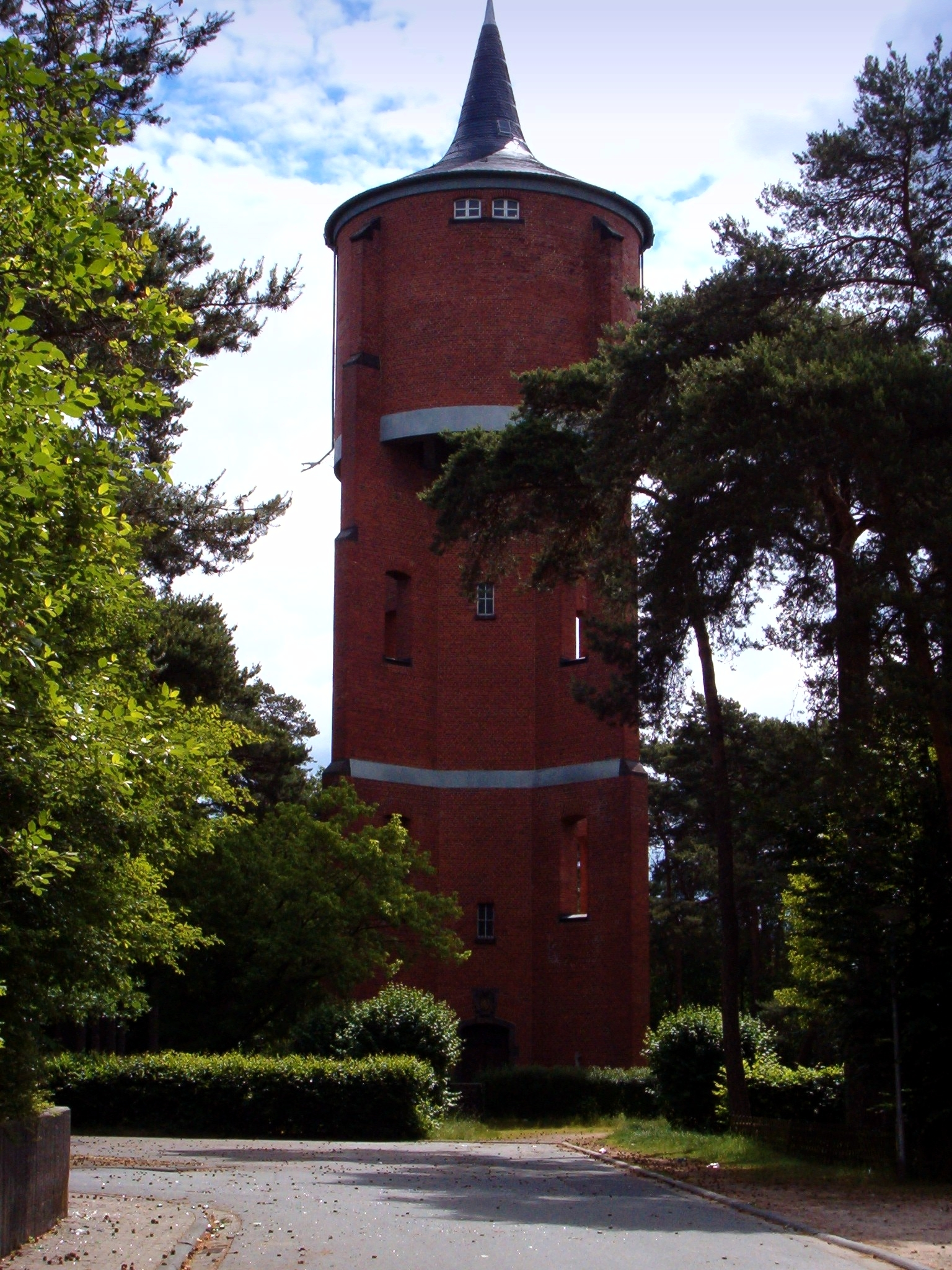
Watertoren

Rodgau heeft een oppervlakte van 65,04 km² en ligt in het centrum van Duitsland, iets ten westen van het geografisch middelpunt.

## Partnersteden
- Donja Stubica (Kroatië), sinds 2002
- Nieuwpoort (België), sinds 1975

Dietzenbach ·
Dreieich ·
Egelsbach ·
Hainburg ·
Heusenstamm ·
Langen (Hessen) ·
Mainhausen ·
Mühlheim am Main ·
Neu-Isenburg ·
Obertshausen ·
Rödermark ·
Rodgau ·
Seligenstadt